# سيغفرت - هورست غونتر
سيغفرت – هورست غونتر (بالألمانية: Siegwart-Horst Günther)، (1925- 2015)، بروفيسور عمل مع ألبرت شفايتزر في أفريقيا، وكان من الدعاة البارزين في المطالبة بمنع استخدام اليورانيوم المنضب.

## نبذة
في مطلع شباط 2015 رحل البرفسور الدكتور Siegwart-Horst Günther عن عمر 90 عاماً.وبرحيله فقدت الأوساط العلمية المستقلة والملتزمة وبخاصة جبهة العلماء المناوئين للحرب وللأسلحة النووية ولذخائر اليورانيوم المشعة، عالماً كبيراً خدم العلم والبشرية نحو سبعة عقود.
إنضم سيغفرت- هورست غونتر منذ ريعان شبابه إلى جبهة المناضلين الألمان ضد الفاشية وساهم بالتصدي للنازية والجستابو، وشارك في محاولة التخلص من هتلر في 20 تموز 1944، وعلى أثرها قضى أعواماً في معتقل بوخنفالد Buchenwald سيء الصيت.
نتيجة للتجربة المؤلمة للحرب العالمية الثانية، التي كان شاهداً حياً على فضائعها، توجه لدراسة الطب وتخصص في طب المناطق الحارة، مستلهماً درب ألبرت شفايتزر Albert Schweitzer - الطبيب والفيلسوف واللاهوتي، الذي عمل معه في أفريقيا. وقد ألزم الدكتور غونتر نفسه طيلة حياته بمساعدة المرضى والمحتاجين والضعفاء، رافضاً ومحارباً الظلم والتعسف.وقد قضى سنين طويلة من حياته كطبيب في منطقة الشرق الأوسط، لاسيما في مصر وسوريا والعراق، منقذاً حياة المرضى، باحثاً ومعالجاً للمشاكل الصحية الوبائية فيها.
وفي النشاط المناوئ للأسلحة الفتاكة، عُرِفَ عن البرفسور غونتر بأنه والد الحركة الألمانية المناهضة لأسلحة اليورانيوم. وعمل حنباً إلى جنب زميله الراحل (عام 2011) العالم الكيمياوي البريخت شوط Albrecht Walter Schott - مدير المركز العالمي لليورانيوم المنضب (مقره في برلين)، في الكشف عن الأضرار البايولوجية لذخائر اليورانيوم المنضب.
في العراق، عمل البروفيسور الدكتور غونتر في جامعة بغداد من عام 1990 حتى عام 1995. وفي أعقاب حرب الخليج الثانية في عام 1991، لفت انتباهه الزيادة الكبيرة في بعض أنواع السرطان، وفي معدلات التشوهات الخلقية الشديدة لدى حديثي الولادة. فقام بتحقيقات بحثاً عن السباب، في ضوئها أعلن للعالم بأن استخدام ذخائر اليورانيوم المنضب من قبل الولايات المتحدة هو المسؤول عن هذه الأضرار الوخيمة، ولم يكن ذلك دون برهان، فهو أول من وجد الدليل، وذلك عقب توقف حرب 1991 بثلاثة أشهر، أثناء جولة له بالسيارة من بغداد إلى البصرة، حينما لفت انتباهه في المناطق التي دارت فيها معارك الحرب انتشار أشياء كانت تلمع، وطولها بطول السيجارة، لكنها ثقيلة جداً، وتبين أنها خراطيش فارغة، فأخذ منها نماذج وعندما دخل إلى بلاده أعلنت أجهزة المطار الإنذار بوجود إشعاع في شنطته، فتم اعتقاله وحروا تهمة «إدخال مواد مشعة خطيرة إلى البلد». فأغتنم ذلك وطالب بتزويده ما يثبت ذلك، لكنهم رفضوا، عندئذ لجأ إلى المختبرات الألمانية المتخصصة، فاستجابت 4 منها وفحصت النماذج وأثبتت خطورتها الإشعاعية، وتبين بأنها خراطيش لقذائف مصنعة من اليورانيوم المنضب إستخدمتها القوات الأمريكية والبريطانية ضد العراق. وفي عام 2000 أعلن من على شاشة إحدى الفضائيات العربية:«هذا المقذوف الذي وجدته يطلق إشعاعاً معدله 11 ميكروسيفرت في الساعة. المعدل السنوي المسموح به في ألمانيا هو 300 ميكروسيفرت في السنة، وهذا يعني بأنك إذا أمسكت بمقذوف واحد من مقذوفات اليورانيوم المنضب، فإن معدل الإشعاع المسموح به في ألمانيا في خلال عام كامل سيدخل إلى جسدك في خلال يوم واحد».
وعن فاعلية أسلحة اليورانيوم المنضب أوضح غونتر: إذا استخدمت قذيفة اليورانيوم المنضب ضد دبابة –مثلاً- فإنها تمر فيها كما يمر السكين في الزبدة، وتشتعل ذاتياً إلى آلاف الدرجات الحرارية، وتدمر الدبابة وتنصهر وتتفحم جثث طاقمها، وتطلق في الهواء أكسيداليورانيوم، الذي يمكن استنشاقه، وعندئذ تصيبك مشاكل صحية في الكلى وفي الكبد. وتؤدي الحرارة الفائقة–أيضاً- إلى تلاصق جزيئات اليورانيوم المنضب، وحين يتم إستنشاقها تلتصق بالرئتين وتسبب السرطان بعد فترة من الزمن. 
وأثناء تفقده للمستشفيات في جنوب العراق، خاصة البصرة، اكتشف غونتر أعراض ومتلازمات مرضية عديدة، جلدية وتنفسية ودموية، جديدة، عزاها إلى استخدام الأسلحة الجديدة، معلناً بان نسبة سرطان الدم بعد الحرب في جنوب العراق تعادل 5 أضعاف نسبته قبل الحرب، مؤكداً بان التعرض لغبار اليورانيوم المنضب يمكن ان يسبب أمراضاً تشبه الإيدز، الفشل الكلوي، سرطان الدم، الأنيميا الحادة، الأورام الخبيثة، التشوهات الخلقية، الإجهاض، والولادة المبكرة (خدج) سواء بالنسبة للإنسان أو الحيوان. وأكد بان غبار اليورانيوم المنضب المستنشق سام جداً، ويمكن ان يؤدي إلى سرطان الرئة. وقد بينت نتائج دراساته تشابه أعراض حرب الخليج لدى جنود قوات التحالف وأطفالهم وتطابق العاهات الولادية لدى أطفال قدامى المحاربين الأمريكان والعراقيين.
عندما نشر نتائج أبحاثه تعرض إلى التهديد والمضايقة والملاحقة وحتى الاعتقال.ففي كانون الثاني 1993 جرت محاولة لاغتياله أمام منزله، بعد ذلك أوقفوا راتبه التقاعدي، وحرموه من حقه بالضمان الاجتماعي. وفي أيار 1994، تمت مهاجمته من قبل شخصان في الطريق عقب إلقائه محاضرة في كوالالمبور، واستوليا على حقيبته اليدوية، التي كانت تضم مستندات وأبحاث عن اليورانيوم المنضب، ومجموعة من الشرائح المصورة. وفي حزيران 1995 اعتقلته الشرطة الألمانية ورمته في الحبس، واضطر إلى دفع غرامة قدرها 3000 ماركاً بتهمة إطلاق الإشعاع في البلد.. وكل ذلك كان لثنيه عن مواصلة أبحاثه والحديث عن مخاطر أسلحة اليورانيوم، لكنه لم يتوقف.
في عام 1998 منح العالم غونتر جائزة «مستقبل خال من الأسلحة النووية» the Nuclear-Free Future Award (NFFA) وهي الجائزة التي تمنح للنشطاء والمنظمات والجماعات المناهضة للأسلحة النووية.
في أيلول 2003، شارك في الفريق العلمي للمركز البحثي الدولي المستقل Uranium Medical Research Centre بقيادة العالم الكندي تيد ويمان، الذي أجرى دراسة ميدانية وقياسات إشعاعية واسعة شملت بغداد وضواحيها وكافة مدن وسط وجنوب العراق إلى أبي الخصيب وأخذ الفريق عينات من الجثث المطمورة تحت الأنقاض ومن المرضى والمعرضين، ومن الهواء والتربة، وفحص ركام الحرب- من مدرعات ودبابات ومركبات واَليات ومدافع وراجمات ودشم- المضروبة بقذائف اليورانيوم المشعة أثناء قصف القطعات العسكرية العراقية في الحرب المضروب، والموجودة في المناطق السكنية وفي المزارع والحقول، وأثبتت انتشار التلوث الإشعاعي وبلغت نسبه في بعض المناطق بين 10 - 30 ألف ضعف الحدود المسموح بها دولياً. وتم نشر النتائج في تشرين الثاني 2003.
وواصل مشاركاته في العديد من المؤتمرات العلمية الدولية المكرسة لأضرار ذخائر اليورانيوم المنضب، وفي الأعلام، إلى ان اضطرته الشيخوخة وأمراضها ملازمة الفراش طويلاً حتى رحيله إلى مثواه الأخير.
هذا، وقد نعاه التحالف الدولي لمنع أسلحة اليورانيوم ICBUW ، الذي يخوض حرباً عير متكافئة ضد منتجي ومستخدمي أسلحة اليورانيوم، مطالباً بمنع إنتاجها ونقلها وتخزينها، معاهداً إياه على مواصلة أعضاءه وزملائه من العلماء والأطباء مسيرته في النضال ضد أسلحة اليورانيوم، ومواصلة البحث العلمي الرصين الهادف لكشف المزيد من الحقائق، ومواصلة التصدي للتضليل والتسويف الذي يمارسه منتجو الأسلحة الفتاكة ومستخدموها.